# Behind Silence and Solitude
Behind Silence and Solitude è l'album debutto della band metalcore All That Remains, pubblicato il 26 marzo 2002. Questo è l'unico album con la presenza del chitarrista Chris Bartlett e il bassista Dan Egan.
Una versione ri-masterizzata dell'album, con un nuovo lavoro, è stata pubblicata il 9 ottobre 2007; è caratterizzata dalla presenza dal bassista della band Killswitch Engage Mike D'Antonio.
Questo è l'unica pubblicazione della band con un suono melodic death metal e progressive.

## Tracce
1. Behind Silence and Solitude – 4:19
2. From These Wounds – 4:35
3. Follow – 4:02
4. Clarity – 5:37
5. Erase – 6:14
6. Shading – 3:51
7. Home to Me – 6:46
8. One Belief – 4:30

## Formazione
- Philip Labonte – voce
- Chris Bartlett – chitarra
- Oli Herbert – chitarra
- Dan Egan – basso
- Michael Bartlett – batteria